# Пісківська сільська рада (Дворічанський район)
Піскі́вська сільська́ ра́да — адміністративно-територіальна одиниця та орган місцевого самоврядування у Дворічанському районі Харківської області. Адміністративний центр — селище Тополі.

## Загальні відомості
- Пісківська сільська рада утворена 15 лютого 1943 року.
- Територія ради: 54,271 км²
- Населення ради: 1 501 особа (станом на 2001 рік)
- Водоймища на території, підпорядкованій даній раді: річка Оскіл, озеро Караван.

## Населені пункти
Сільській раді підпорядковані населені пункти:
- с-ще Тополі
- с. Піски
- с. Піщанка

## Склад ради
Рада складається з 16 депутатів та голови.
- Голова ради: Бакунець Володимир Володимирович
- Секретар ради: Рожкова Любов Василівна

### Керівний склад попередніх скликань
| Прізвище, ім'я, по батькові      | Основні відомості                                                         | Дата обрання | Дата звільнення |
| -------------------------------- | ------------------------------------------------------------------------- | ------------ | --------------- |
| Устименко Олександр Миколайович  | Сільський голова, 1957 року народження, безпартійний                      | 26.03.2006   | 31.10.2010      |
| Бакунець Володимир Володимирович | Сільський голова, 1972 року народження, освіта вища, член Партії регіонів | 31.10.2010   |                 |

Примітка: таблиця складена за даними сайту Верховної Ради України

### Депутати
За результатами місцевих виборів 2010 року депутатами ради стали:

#### За суб'єктами висування
| Суб'єкт висування | Кількість обраних депутатів | %    |
| ----------------- | --------------------------- | ---- |
| Партія регіонів   | 13                          | 81,3 |
| Самовисування     | 3                           | 18,8 |

#### За округами
| № округу        | Прізвище, ім'я, по батькові   | Дата визнання обраним | Освіта  | Партійна приналежність | Відомості про обраного депутата                        |
| --------------- | ----------------------------- | --------------------- | ------- | ---------------------- | ------------------------------------------------------ |
| Партія регіонів |                               |                       |         |                        |                                                        |
| 1               | Обухов Олег Васильович        | 02.11.2010            | середня | позапартійний          | Куп'янськ ВУГВК, механізатор                           |
| 3               | Тригубенко Олена Василівна    | 02.11.2010            | вища    | позапартійна           | тимчасово не працює                                    |
| 4               | Міщенко Людмила Сергіївна     | 02.11.2010            | середня | член Партії регіонів   | приватний підприємець                                  |
| 5               | Семенцов Олександр Вікторович | 02.11.2010            | вища    | член Партії регіонів   | Кам'янське лісництво, майстер                          |
| 6               | Портнов Андрій Іванович       | 02.11.2010            | вища    | член Партії регіонів   | приватний підприємець                                  |
| 7               | Бологов Юрій Іванович         | 02.11.2010            | вища    | член Партії регіонів   | тимчасово не працює                                    |
| 9               | Рожкова Любов Василівна       | 02.11.2010            | вища    | член Партії регіонів   | Пісківська сільська рада, секретар                     |
| 10              | Бєгаєва Ірина Юріївна         | 02.11.2010            | вища    | член Партії регіонів   | Дворічанська ЦРЛ, акушерка                             |
| 11              | Юркіна Надія Іванівна         | 02.11.2010            | середня | член Партії регіонів   | Топільська загальноосвітня школа, кухар                |
| 12              | Каніщев Юрій Іванович         | 02.11.2010            | вища    | член Партії регіонів   | Кам'янське лісництво, майстер                          |
| 13              | Трофімов Микола Єгорович      | 02.11.2010            | середня | позапартійний          | ФГ Хавелова І. П., робітник                            |
| 14              | Декалюк Дмитро Миколайович    | 02.11.2010            | вища    | член Партії регіонів   | Кам'янське лісництво, майстер                          |
| 15              | Старіков Сергій Іванович      | 02.11.2010            | вища    | член Партії регіонів   | ТОВ"Агро ліга", охоронець                              |
| Самовисування   |                               |                       |         |                        |                                                        |
| 2               | Крамаров Микола Миколайович   | 02.11.2010            | вища    | позапартійний          | приватний підприємець                                  |
| 8               | Ліхачова Надія Іванівна       | 02.11.2010            | вища    | позапартійна           | приватний підприємець, продавець                       |
| 16              | Півоваров Віталій Олексійович | 02.11.2010            | вища    | позапартійний          | Куп'янська дистанція електропостачання, електромеханік |